# 4837 Bickerton
4837 Bickerton è un asteroide della fascia principale del diametro medio di circa 24,16 km. Scoperto nel 1989, presenta un'orbita caratterizzata da un semiasse maggiore pari a 3,1977162 UA e da un'eccentricità di 0,1314979, inclinata di 28,22391° rispetto all'eclittica.